# Цепа (Вранча)
Цепа (рум. Țepa) насеље је у Румунији у округу Вранча у општини Палтин. Oпштина се налази на надморској висини од 633 m.

## Становништво
Према подацима из 2002. године у насељу је живело 159 становника, од којих су сви румунске националности.